# Baie de Málaga
La baie de Málaga (espagnol : bahía de Málaga) est une baie de l'océan Pacifique située à l'ouest de la Colombie, dans le département de Valle del Cauca.

## Géographie
La baie de Málaga se situe dans le nord-ouest du département de Valle del Cauca, dans l'océan Pacifique, au nord de la baie de Buenaventura. Très profonde, elle est protégée depuis 2010 au sein du parc national naturel d'Uramba Bahía Málaga.
Administrativement, la baie dépend de la municipalité de Buenaventura.